# Michel Côté (homme politique, 1942)
Pour les articles homonymes, voir Michel Côté (homonymie) et Côté (homonymie).
Michel Côté, né le 13 septembre 1942 à Québec, est un comptable, homme d'affaires et homme politique fédéral du Québec.

## Biographie
Né le 13 septembre 1942 à Québec, Michel Côté devient député à la Chambre des communes du Canada du Parti progressiste-conservateur du Canada dans la circonscription fédérale de Langelier en 1984. Il ne se représente pas en 1988.
Durant son passage à la Chambre des communes, il est ministre d'État chargé des Sciences et de la Technologie en 1987. Il est également ministre de la Consommation et des Corporations de 1984 à 1986, ministre responsable de la Société canadienne des postes de 1985 à 1987, ministre de l'Expansion industrielle de 1986 à 1987 et des Approvisionnements et des Services de 1987 à 1988.